# Warrior on the Edge of Time
Warrior on the Edge of Time — пятый студийный альбом британской рок-группы Hawkwind, выпущенный в мае 1975 года компанией United Artists Records и поднявшийся до #13 в UK Album charts. Это был последний альбом группы, появившийся в списках Billboard (#150).

## Об альбоме
Альбом был записан в Rockfield Studios в марте 1975 года со звукоинженером Дэйвом Чарльзом и смикширован Филом Чепменом и Стивом Оуэном. Два трека, «Kings Of Speed» и «Motorhead», были записаны раньше, в ходе сессий в Olympic Studios (январь 1975 года). Обложку винилового альбома оформил Комте Пьер Д’Оверн, использовавший символику из книг Майкла Муркока. Сам Муркок внёс существенный вклад в создание текстов альбома; концепция последнего была связана с его романами серии «Eternal Champion».

## Песни альбома
Текст открывающей альбом песни «Assault and Battery» прямо цитирует «Псалом жизни» («A Psalm of Life»), стихотворение Лонгфелло. Трек стал популярным концертным номером и позже появлялся на нескольких концертных пластинках (где бывал и переозаглавлен — в «Lives of Great Men»). «Assault and Battery», кроме того, была введена в общую концепцию концертной программы «The Chronicle of the Black Sword» и вошла в альбом Live Chronicles.
Песня «The Golden Void» начинается как продолжение «Assault and Battery»: обе песни группа также не разделяла, и на концертах соединённые треки вошли в альбомы Palace Springs (1991) и Canterbury Fayre 2001. Её альтернативный заголовок — «Void of Golden Light» (альбом 1994 года The Business Trip).
Треки «The Wizard Blew His Horn», «Standing at the Edge» и «Warriors» — стихотворные декламации Майкла Муркока по мотивам его собственных произведений серии Eternal Champion. Абстрактно-атмосферные звуковые «пейзажи» для него создали здесь Саймон Хаус и дуэт барабанщиков: Саймон Кинг и Алан Пауэлл. Эти три композиции группа исполняла в ходе концертных туров 1974 года; они вошли также в альбом The 1999 Party.
«Opa-Loka» — инструментальная композиция, выстроенная на ритмах, характерных для краут-рока (в частности, Neu!); её заголовок предположительно имеет отношение к названию американского города Opa-locka в штате Флорида. Некоторое время пьеса исполнялась на концертах в альбомном варианте, затем вернувшийся Роберт Калверт стал использовать её в качестве звукового фона для собственного стихотворения «Vikings on Mars»; постепенно оба слоя слились в нечто третье под названием «Uncle Sam’s on Mars» — песню, вошедшую в альбом PXR5.
«The Demented Man» — авторская композиция Дэйва Брока, исполненная им на акустической гитаре.
Текст «Magnu» написан по мотивам стихотворения Шелли «Гимн Аполлона». Композиция в течение многих лет исполнялась на концертах; её версии есть на альбомах Choose Your Masques: Collectors Series Volume 2 (1982), The Friday Rock Show Sessions (1986) и Canterbury Fayre 2001.
«Spiral Galaxy 28948» — инструментальная композиция Саймона Хауса, в заголовок которой включена дата его рождения (28 сентября 1948 года). Композиция исполнялась на концертах 1975 года, а также в 2001 году, когда Хаус временно вернулся в Hawkwind. Версия пьесы вошла в альбом Canterbury Fayre 2001.

## Список композиций

### Сторона 1
1. «Assault and Battery (Part 1)» (Dave Brock)
2. «The Golden Void (Part 2)» (Brock) — 10:20
3. «The Wizard Blew His Horn» (Michael Moorcock], Simon House, Alan Powell, Simon King) — 2:00
4. «Opa-Loka» (Powell, King) — 5:40
5. «The Demented Man» (Brock) — 4:20

### Сторона 2
1. «Magnu» (Brock) — 8:40
2. «Standing at the Edge» (Moorcock, House, Powell, King) — 2:45
3. «Spiral Galaxy 28948» (House) — 3:55
4. «Warriors» (Moorcock, House, Powell, King) — 2:05
5. «Dying Seas» (Nik Turner) — 3:05
6. «Kings of Speed» (Moorcock, Brock) — 3:25

### CD (бонус-трек)
1. «Motorhead» (Lemmy) — 3:02

## Хронология релизов
- Май 1975: United Artists Records, UAG29766, UK, винил
- Май 1975: Atco Records, SD36-115, USA, винил
- Январь 1981: Liberty Records, UAG29766, UK, винил
- Октябрь 1992: Dojo Records, DOJOCD84, UK CD
- Май 1993: Griffin Music, 55421 3931-2, USA CD

## Участники записи
Свой четвёртый студийный альбом Hawkwind записали в экспериментальном составе, со вторым ударником Аланом Пауэллом. Вскоре после выхода пластинки из группы был уволен басист Лемми, а к концу года в состав вернулся Роберт Калверт.
- Michael Moorcock — вокал («The Wizard Blew His Horn», «Warriors»)
- Dave Brock — гитара, клавишные, вокал
- Nik Turner — саксофон, флейта, вокал («Standing at the Edge», «Dying Seas»)
- Lemmy (Ian Kilmister) — бас-гитара, вокал («Motorhead»)
- Simon House — скрипка, клавишные
- Simon King — ударные
- Alan Powell — ударные